# Lucien Dalsace
Gustave Louis Chalot dit Lucien Dalsace (Chatou, Sena i Oise, 14 de gener de 1893 -L'Haÿ-les-Roses, Val-de-Marne, 13 de juliol de 1980) va ser un actor de teatre i de cinema francès.

## Biografia
Després de ser un heroi de l'aviació durant la Gran Guerra, va començar una prolífica carrera al teatre i al cinema on va destacar en els papers de seductors uniformats. Entre 1921 i 1929, se sap que va participar en vint-i-sis pel·lícules mudes.
L'arribada dels cinema sonor va interrompre brutalment la seva carrera. Considerat massa teatral, els directors ja no el van contractar i va haver de convertir-se al negoci de la perfumeria al Barri Llatí per mantenir la seva família.
No va ser fins a l'any 1937 que el cinema el va tornar a cridar, però només durant cinc pel·lícules fins a l'any 1941. A partir d'aquesta data, va desaparèixer definitivament dels escenaris i dels platós de cinema. La seva carrera artística va durar vint anys. Reposa amb la seva dona que va morir l'any 1981 al cementiri parisenc d'Ivry (10a divisió).

## Filmografia
- 1921 : La Brute, de Daniel Bompard : Justin
- 1921 : L'Aviateur masqué, de Robert Péguy : Pierre Dubreuil / Jean Dubreuil
- 1921 : La Douloureuse comédie, de Théo Bergerat : Roger, le romancier
- 1921 : L'Amie d'enfance, de Félix Léonnec : Jean de Bernecourt
- 1922 : Ziska la danseuse espionne, d'Henri Andréani : l'aviateur André Vernier
- 1922 : Le Crime de Monique, de Robert Péguy : Gilbert Merey
- 1922 : La Loupiote, de Georges Hatot : Jacques Cernay
- 1923 : Vindicta, de Louis Feuillade : le marquis de Saint-Estelle / Robert Estève
- 1923 : Le Vol, de Robert Péguy : Daroy
- 1923 : L'Expiation, de Gennaro Dini
- 1923 : Paternité, de Gennaro Dini : Jacques Vincent
- 1923 : Ferragus, de Gaston Ravel d'après Honoré de Balzac : Auguste de Maulincour
- 1924 : L'Enfant des Halles, de René Leprince : Jean Belmont
- 1924 : Enfants de Paris, d'Alberto-Francis Bertoni : André Garnier
- 1924 : L'Énigme du Mont Agel, d'Alfred Machin : l'astronome Jacques Amyl
- 1924 : Féliana l'espionne, de Gaston Roudès : Carlo Géraès
- 1925 : Les Petits, de Gaston Roudès et Marcel Dumont : Richard Burdau
- 1925 : La Douleur, de Gaston Roudès : Jean Largeac
- 1925 : La Maternelle / Petite mère, de Gaston Roudès : le docteur Libois
- 1925 : Oiseaux de passage, de Gaston Roudès : Julien Lafarge
- 1926 : Titi 1er, roi des gosses, de René Leprince : Mersan
- 1927 : Belphégor, d'Henri Desfontaines : Pierre Bellegarde
- 1928 : L'Occident, de Henri Fescourt : le lieutenant de vaisseau Cadières
- 1926 : Le Berceau de Dieu, de Fred Leroy-Granville : David
- 1928 : Jalma la double, de Roger Goupillières : Jean-Paul Renaud
- 1928 : Le Prince Jean, de René Hervil : le prince Jean d'Axel
- 1929 : Le Ruisseau, de René Hervil : Paul Brébant
- 1929 : La Tentation de René Leprince et René Barberis : Me Robert Jourdan
- 1938 : Chéri-Bibi, de Léon Mathot : le vieux Georges
- 1938 : Le Révolté, de Léon Mathot : le commandant en second Courguin
- 1939 : Rappel immédiat / Tango d'adieu, de Léon Mathot : un officier
- 1939 : Deuxième Bureau contre Kommandantur, de René Jayet i Robert Bibal : le lieutenant Schmidt
- 1941 : Patrouille blanche, de Christian Chamborant : l'ingénieur Paul Dalbret